# Judy Crawford
Judith MacPherson »Judy« Crawford-Rawley, kanadska alpska smučarka, * 22. december 1951, Toronto, Kanada.
Nastopila je na Olimpijskih igrah 1972, kjer je osvojila četrto mesto v slalomu, 24. v veleslalomu in 27. v smuku. Na ločenih svetovnih prvenstvih je nastopila dvakrat ter dosegla četrti mesti v smuku in kombinaciji. V svetovnem pokalu je tekmovala šest sezon med letoma 1969 in 1974 ter dosegla eno uvrstitev na stopničke v slalomu. V skupnem seštevku svetovnega pokala je bila najvišje na šestnajstem mestu leta 1973, ko je bila tudi osma v slalomskem seštevku, leta 1970 pa je bila deseta v smukaškem seštevku.